# 大森垣外
大森垣外（おおもりがいと）は、愛知県名古屋市守山区の地名。

## 歴史

### 地名の由来
『尾張徇行記』は「大森海道」の表記もあり、大森に関係する海道の意味であるとし、『尾張国地名考』は大森村から出て開拓した土地であるとするが、未詳という。

### 沿革
- 1878年（明治11年）12月28日 - 春日井郡牛牧村を編入する[3]。
- 1880年（明治13年）2月5日 - 春日井郡が分割され、大森垣外村は東春日井郡に編入される。
- 1889年（明治22年）10月1日 - 合併により東春日井郡二城村が成立し、同村大字大森垣外となる[3]。
- 1906年（明治39年）7月16日 - 合併により東春日井郡守山町大字大森垣外となる[3]。
- 1954年（昭和29年）6月1日 - 市制施行により東春日井郡守山市大字大森垣外となる[3]。
- 1963年（昭和38年）2月15日 - 合併により名古屋市守山区大字大森垣外となる[3]。
- 1978年（昭和53年）6月25日 - 一部が守山区永森町・川宮町・川北町[4]・川村町・森宮町・村合町[3]にそれぞれ編入される。
- 1990年（平成2年）11月26日 - 残部が守山二丁目・大屋敷・大牧町・西城一丁目にそれぞれ編入され消滅[3]。

### 字一覧
1932年（昭和7年）発行『明治十五年愛知県郡町村字名調』による東春日井郡大森垣外村の字一覧。
- 欠口（かけくち）[5]
- 山屋敷（やまやしき）[5]
- 村合（むらあい）[5]
- 北屋敷（きたやしき）[5]
- 宮東（みやひがし）[5]
- 宮西（みやにし）[5]
- 川田（かわだ）[5]
- 八反田（はつたんだ）[5]
- 影口（かげぐち）[5]
- 西山（にしやま）[5]
- 村前（むらまえ）[5]
- 金谷（かなや）[5]
- 村東（むらひがし）[5]
- 村北（むらきた）[5]
- 城山（しろやま）[5]
- 中山（なかやま）[5]